# Lesben- und Schwulenbewegung

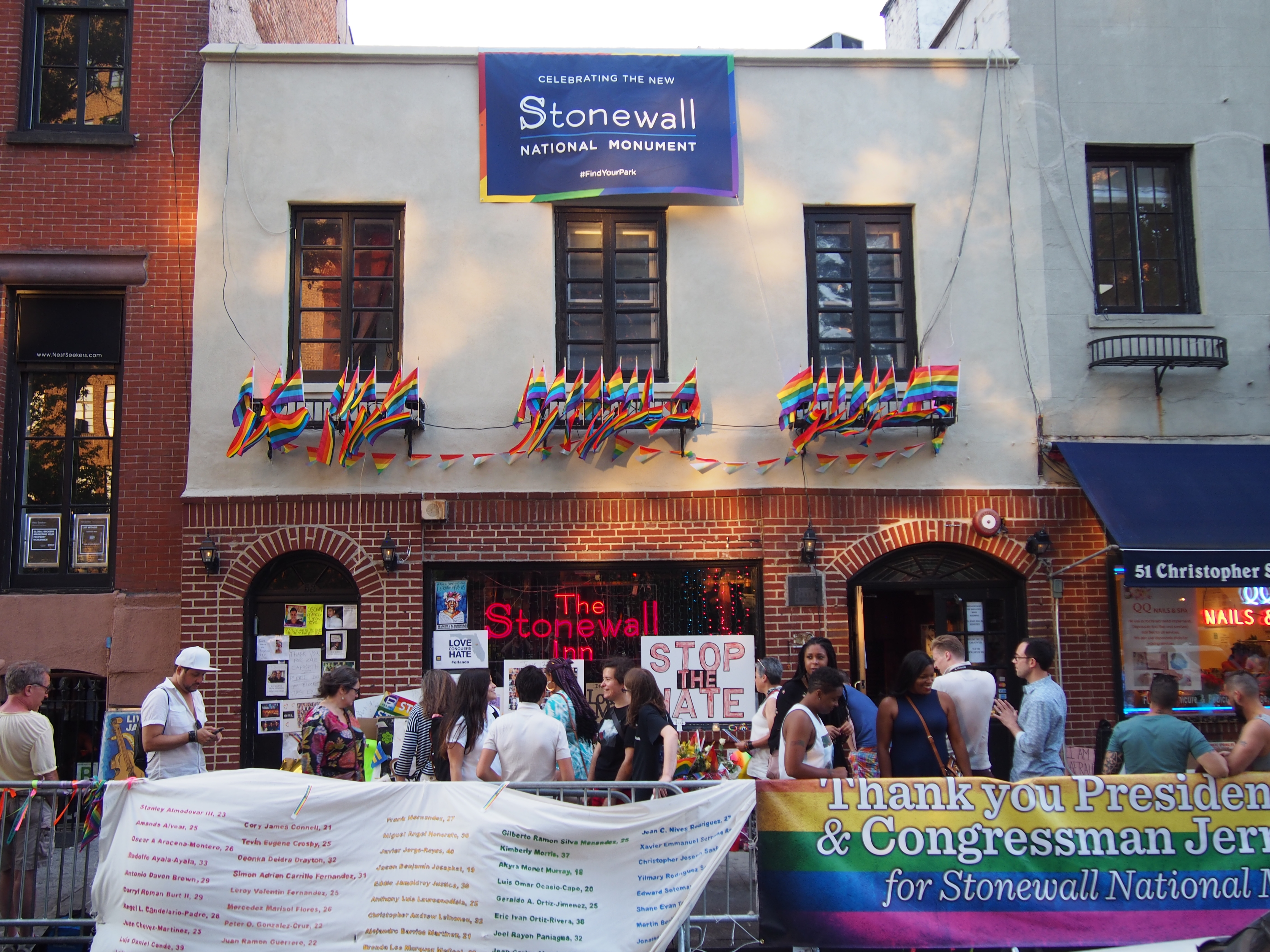
Das „Stonewall Inn“ in New York, im Sommer 2016 mit Regenbogenfahnen dekoriert

Als Lesben- und Schwulenbewegung bezeichnet man die Emanzipationsbewegung homosexueller Männer und Frauen seit den 1970er Jahren. Anhand der Bezeichnung wird sie historisch abgegrenzt von der vorhergehenden Homophilenbewegung vom Anfang der 1940er bis zum Ende der 1960er Jahre und der Homosexuellenbewegung von den 1860er bis Ende der 1930er Jahre.
Die Lesben- und Schwulenbewegung ist eine soziale Bewegung, deren Entstehung durch den Stonewall-Aufstand vom 28. Juni 1969 in New York City katalysiert wurde. Als Auslöser der Lesben- und Schwulenbewegung im deutschsprachigen Raum gilt der Film Nicht der Homosexuelle ist pervers, sondern die Situation, in der er lebt (1971) von Rosa von Praunheim.
Bei der Lesben- und Schwulenbewegung handelt es sich um eine Identitätsbewegung, die durch ihr öffentliches Auftreten die symbolische Repräsentation von Homosexualität zu verändern versucht. In den USA geschah dies vor allem durch die Aneignung von nicht negativ konnotierten Begriffen wie Gay und Lesbian, die im Gegensatz zu Schimpfwörtern wie Queer standen, aber auch defensive Selbstbezeichnungen wie „Homophile“ ersetzten.
In Deutschland eignete sich die vorwiegend studentisch geprägte Schwulenbewegung der frühen 1970er-Jahre den Begriff „schwul“ an, um dieser Bezeichnung den Schimpfwortcharakter zu nehmen, aber auch um die Öffentlichkeit zu einer Auseinandersetzung mit ihren Vorurteilen zu provozieren. Eine ähnliche Strategie wird in den USA seit den 1990er-Jahren durch die Aneignung des Begriffes Queer verfolgt.

## Geschichte

### In den USA
In New York bildete sich unmittelbar nach dem Stonewall-Aufstand im Juni 1969 die Gay Liberation Front (GLF). Als erste Gruppierung, die bereit war, in offener Konfrontation für die Befreiung von Schwulen und Lesben einzutreten, markierte die GLF und der ihr vorausgegangene Stonewall-Aufstand eine völlig neue Qualität. Mit der Sichtbarmachung von Lesben und Schwulen legte sie eine Grundlage für alle späteren Liberalisierungen, obwohl ihre Ziele über die Integration einer Minderheit weit hinausgingen.
Die Gründung des lesbischen Feminismus geht auf den zweiten Jahreskongress zur Vereinigung der Frauen am 1. Mai 1970 in New York zurück, wo unter Veranstaltung eines Happenings das Manifest der Frauenidentifizierten Frau verteilt wurde. Die lesbischen Frauen, die das Abschlussplenum mit einer Reihe von Resolutionen konfrontierten, gaben sich im Anschluss an den Kongress den Namen Radicalesbians.
Die Separierung von der Schwulenbewegung rief bei den GLF-Frauen zunächst heftige Kritik hervor. Doch die Unsichtbarkeit von Lesben in der GLF, am Ende der Vorwurf des Sexismus, der Ignoranz gegenüber den Problemen von Frauen führten schließlich zu ihrem Auszug. Die lesbisch-feministische Bewegung verabschiedete sich vom Begriff gay und legte sich die Bezeichnungen lesbian und dyke zu. 1971 gründeten sich mit Basis in Washington, D. C., die Furien, die das Programm des lesbischen Separatismus weiterentwickelten und auf die Organisation ihres privaten Lebens übertrugen.

Der Rosa Winkel als Zeichen der Schwulenbewegung in den 1970er-Jahren

In den 1970er-Jahren wurde der Rosa Winkel zum internationalen Zeichen der Schwulenbewegung. Er geht auf die Kennzeichnung der Häftlinge in den Konzentrationslagern in der Zeit des Nationalsozialismus zurück, die für Gefangene verwendet wurde, die wegen ihrer Homosexualität interniert waren.
In den USA fand er v. a. als Zeichen der HIV/AIDS-Aktivismusgruppe Act Up mit ihrem Spruch „Silence = Death“ Verbreitung und findet sich auch auf Werken von Keith Haring. Dafür wurde er aber um 180 Grad gedreht, um die Hoffnung auf einen besseren Umgang mit AIDS in naher Zukunft auszudrücken.
Seit den 1990er-Jahren setzte sich allerdings die 1978 in den USA entworfene Regenbogenfahne durch und löste den Rosa Winkel als bevorzugtes Symbol der LGBT/LSBTTIQ-Bewegung ab. Der Rosa Winkel findet sich aber weiterhin im Amsterdamer Homomonument von 1987, am Kölner Mahnmal für die schwulen und lesbischen NS-Opfer und an vielen anderen Gedenkorten.

### In Israel
Die israelische Schwulen- und Lesbenbewegung begann 1975 mit der Gründung der Society for the Protection of Personal Rights (hebräisch: Agudah). Diese kam vor allem dank britischer Einwanderer zustande und diente in den Anfangsjahren der Unterstützung von Schwulen und Lesben. Heute ist Israel im Hinblick auf die Rechte von Homo- und Transsexuellen ein sehr progressives Land. So wurde 1988 das Sodomy Law im Knesset aufgehoben. 1992 konnten die gleichen Rechte auf dem Arbeitsmarkt durchgesetzt werden und ein Jahr später wurde die Diskriminierung in der Armee aufgehoben. Nachdem Dana International 1998 den Grand Prix de la Chanson gewonnen hatte, wurden Transsexuelle mit in die Bewegung aufgenommen. Im gleichen Jahr erhielt Michal Eden als erster offiziell gewählter Schwuler einen Sitz im Tel Aviver Stadtrat. Im Jahre 2003 beschloss die Knesset, dass homosexuelle Paare weitere Steuervorteile erhalten sollen.

### In der Bundesrepublik Deutschland

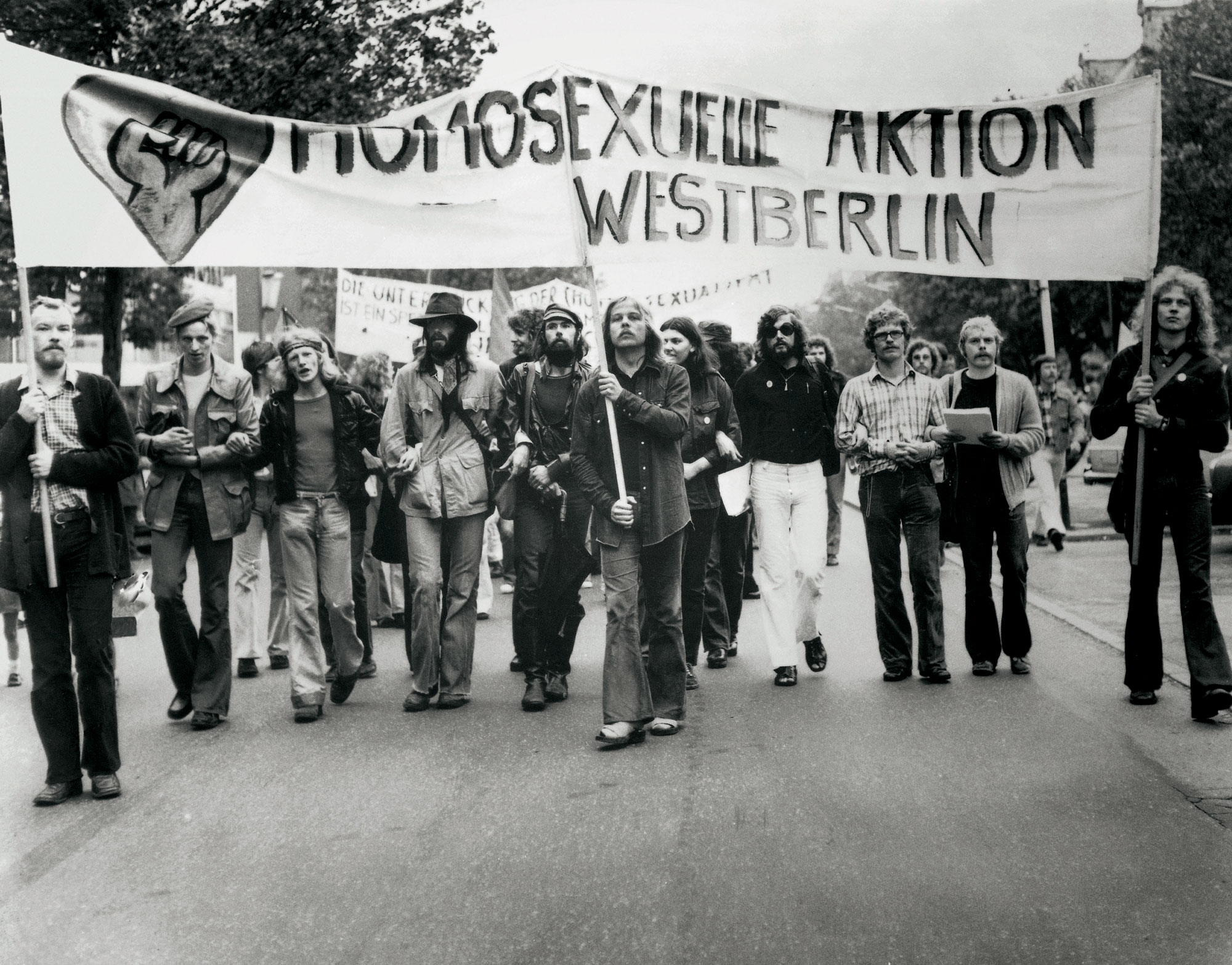
Pfingstdemo der Homosexuellen Aktion Westberlin im Juni 1973

In Deutschland gilt die Uraufführung des Films Nicht der Homosexuelle ist pervers, sondern die Situation, in der er lebt von Rosa von Praunheim bei den Berliner Filmfestspielen 1971 als Initialzünder der modernen Lesben- und Schwulenbewegung. Noch im selben Jahr gründeten sich daraufhin unter anderem die Homosexuelle Aktion Westberlin (HAW), die Rote Zelle Schwul (RotZSchwul) in Frankfurt, die Homosexuelle Aktion Köln (HAK) und die Gay Liberation Front (GLF) in Köln. In den Folgemonaten wurden in vielen Groß- und Universitätsstädten weitere Gruppen gegründet, zum Beispiel in Hamburg die Homosexuelle Aktion Hamburg (HAH) und in Bremen die Homosexuelle Aktion Bremen (HAB). Aber auch außerhalb des städtischen Kontextes entstanden nach und nach Initiativen und Vereine im gesamten Bundesgebiet.
1972 wurde in Münster die erste Schwulendemo in der Geschichte der Bundesrepublik durchgeführt.
1973/74 kam es zu einer wichtigen Strategiediskussion in der Schwulenbewegung, dem so genannten Tuntenstreit. Der Konflikt brach beim Pfingsttreffen 1973 in West-Berlin aus. Als bei der Abschlussdemonstration mit über 700 Teilnehmern die aus Frankreich und Italien angereisten Schwulen in Frauenkleidern auftraten, kam es zum Eklat, der sich schließlich zur HAW-internen Strategiedebatte ausweitete. Ergebnis war die Spaltung in einen „integrationistischen“ Flügel aus orthodoxen Marxisten und der radikalen Fraktion der Feministen.
1975 wurde die Zeitschrift „rosa. eine zeitung der schwulen bewegung“ von der HAH in Hamburg gegründet, verantwortlich war der Künstler Nicolaus Schmidt, damals Student. Ab der Nummer 8 im Jahr 1977 schloss sich die Bremer Gruppe Schwule Aktion Bremen der Zeitungsredaktion an. Berühmt wurde die Nr. 16 aus dem Frühjahr 1979, in der einige wenige pornographische Abbildungen gezeigt wurden. Umgangssprachlich ging diese Ausgabe als „Porno-Rosa“ innerhalb der Szene ein.
Ab 1977 bildeten sich im Umfeld der Berliner AHA (Allgemeine Homosexuelle Arbeitsgemeinschaft) verschiedene Gruppen, die in gesellschaftliche Großorganisationen hineinwirken wollten. So entstand am Rande des Evangelischen Kirchentags 1977 die Ökumenische Arbeitsgruppe Homosexuelle und Kirche (HuK), es entstanden der Arbeitskreis Homosexualität in der Gewerkschaft Öffentliche Dienste, Transport und Verkehr (heute ver.di), die Schwusos und der Bundesarbeitskreis Homosexualität der damals noch F.D.P.-nahen Jungdemokraten (1980). Ebenfalls Ende der 1970er-Jahre entstand die schwule Lehrergruppe in der Gewerkschaft Erziehung und Wissenschaft. Am 30. Juni 1979 fand in Bremen, West-Berlin, Köln und Stuttgart ein erster CSD-Umzug statt; mit der Organisierung eines jährlichen Christopher Street Day wird an den Stonewall-Aufstand in New York erinnert, der Auslöser für das Entstehen queerer Bewegungen war. Einen Schub bekam die Schwulenbewegung durch die Berichterstattung über die erste Großveranstaltung Homolulu in Frankfurt/Main der Gruppe Nationale Arbeitsgruppe Repression gegen Schwule (NARGS) in der Zeit vom 23. bis 29. Juli 1979.
Die 1980er-Jahre waren in der Bundesrepublik vor allem durch eine Institutionalisierung der Lesben- und Schwulenbewegung geprägt. Allein zwischen Dezember 1980 und Mai 1986 erhöhte sich die Zahl der lesbisch-schwulen Emanzipationsgruppen von etwa 148 auf 416. Als erstes offizielles Parteigremium wurde im Landesverband Berlin der F.D.P. 1981 ein Arbeitskreis Homosexualität gegründet, dessen aktive Mitglieder jedoch im November 1982 aus der FDP austraten. 1982 entstand der Lesbenring als Dachorganisation lesbischer Frauen und 1986 als dessen schwules Pendant der Bundesverband Homosexualität (BVH). In den bundesdeutschen Studentenvertretungen (ASten) entstanden ab 1979/80 in größerer Zahl Schwulenreferate. Dabei war es ein wichtiger Bestandteil des Selbstverständnisses, dass die Referate offiziell in den AStA integriert waren. Das musste teilweise in mehreren Gerichtsverfahren gegen die staatliche Hochschulverwaltung erkämpft werden (so zum Beispiel an den Universitäten FU und TU Berlin). Später wurden fast überall so genannte Autonome Lesben- und Schwulenreferate eingerichtet, die von den lesbischen und schwulen Vollversammlung an den Hochschulen und Universitäten gewählt werden.
1981 veröffentlichte Thomas Grossmann seinen Coming-out-Ratgeber Schwul – na und?
1987 erkannten Bündnis 90/Die Grünen mit der Bundesarbeitsgemeinschaft Schwulenpolitik eine schwule Parteiorganisation offiziell an.
In der zweiten Hälfte der 1980er-Jahre warf die Immunschwächekrankheit AIDS ihren Schatten über die Schwulenbewegung. Zum einen starben in den folgenden Jahren zahlreiche prominente Aktivisten; zum anderen ging es nun darum, eine repressive Gesundheitspolitik abzuwehren, wie sie vor allem der bayerische Innenpolitiker Peter Gauweiler voranzutreiben versuchte. So hatte dieser 1986 die Einrichtung von Internierungslagern für AIDS-Kranke gefordert.
Trotz ihrer Erfolge in der Aids-Politik, die Homosexualität als Thema in die breite Öffentlichkeit trug und als Folge der AIDS-Debatte die Einstufung der Unsittlichkeit von Homosexualität fiel, geriet die Schwulenbewegung gegen Ende der 1980er-Jahre in eine Sinnkrise, die sie mit fast allen anderen sozialen Bewegungen teilte. Viele zogen sich enttäuscht aus der Bewegung zurück. Aufgrund dieser Tendenzen erklärten einige ehemalige Aktivisten die Schwulenbewegung 1989 für gestorben.

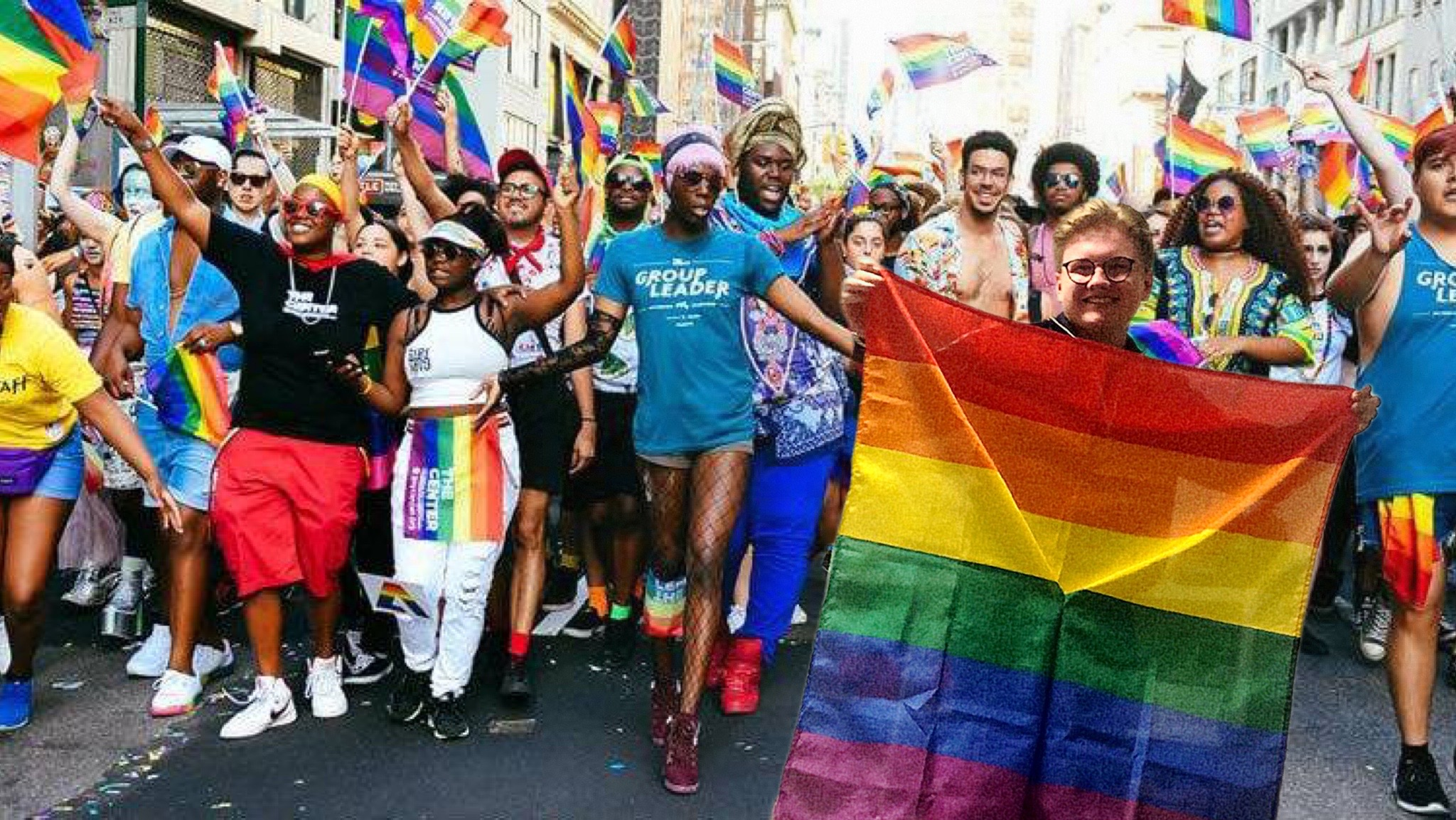
Bunt gekleidete Menschen auf dem Christopher Street Day im Sommer 2021 in Berlin.

Anfang der 1990er-Jahre explodierte die Zahl der Teilnehmer an den bundesdeutschen CSDs (in Berlin etwa 500.000 Personen). Gleichzeitig schwand die aktive Beteiligung an klassischen politischen Emanzipationsgruppen. Parallel dazu entstand jedoch in Berlin 1997 der jährlich stattfindende Transgeniale CSD als politische Alternative zu den großen CSDs. Vermehrt entwickelten sich Anfang der 1990er-Jahre des Weiteren zahlreiche Freizeitvereine mit unpolitischer Ausrichtung.
Seit der Auflösung des BVH im Jahr 1997 war der LSVD, der in Leipzig als SVD gegründet wurde, die größte homosexuelle Bürgerrechtsorganisation in Deutschland. Mit der Namensanpassung in LSVD+ – Verband Queere Vielfalt im März 2024 setzte der Verband ein Zeichen, dass er sich nicht nur für die Interesse von Lesben und Schwulen, sondern für die der gesamten queeren Community einsetzt.
Seit 1985 wird die Geschichte der Schwulenbewegung (insbesondere die der deutschen Schwulenbewegung) durch das Schwule Museum in Berlin dokumentiert und der Öffentlichkeit seit 2004 auch in einer Dauerausstellung zugänglich gemacht.

## Neuere Entwicklungen, rechtliche Situation

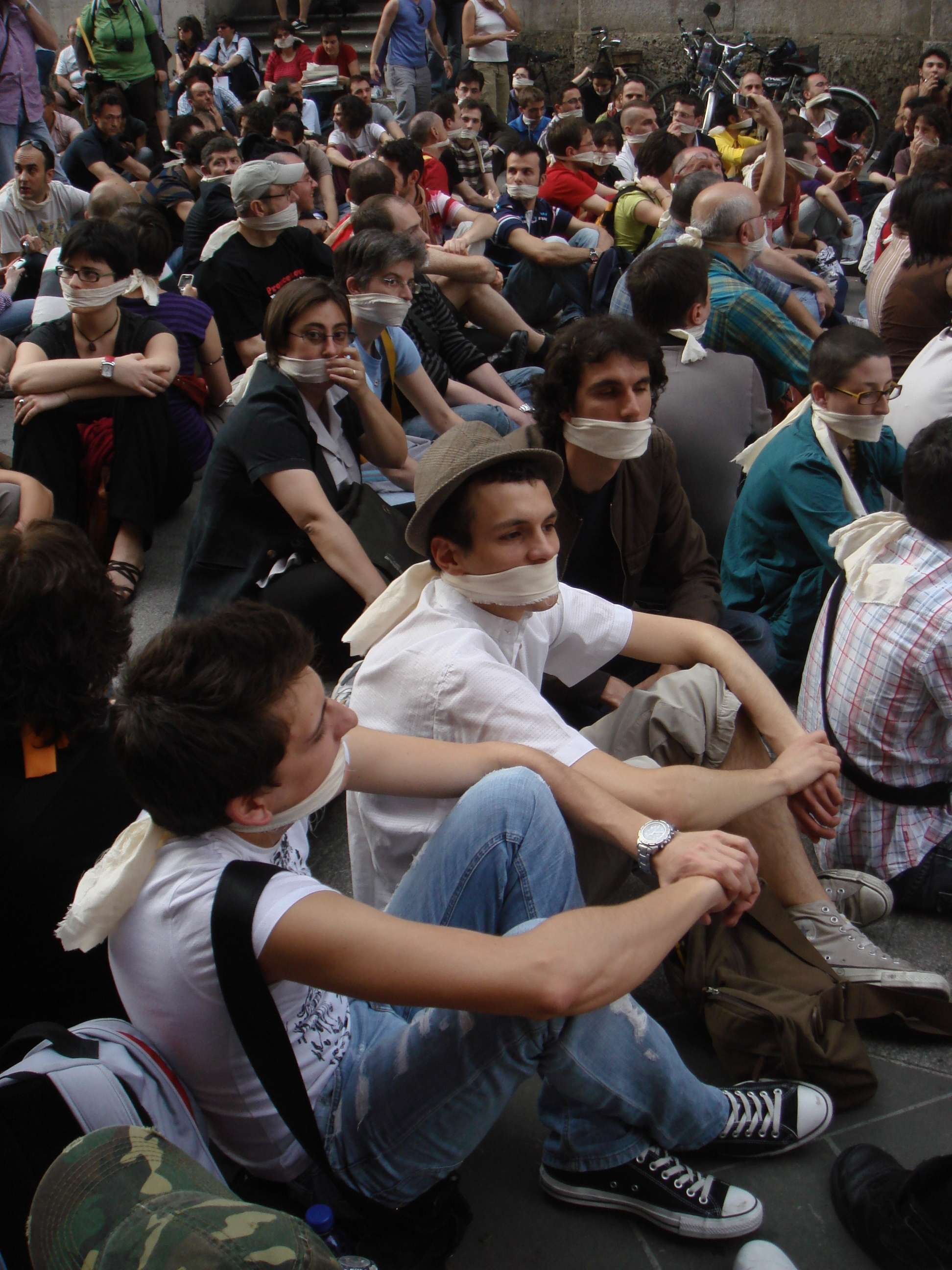
Sit-in gegen Homophobie (Mailand, 2009)

Seit Mitte der 1990er haben die Bemühungen der schwul-lesbischen Aktivisten zu schrittweisen Fortschritten bei der rechtlichen Gleichstellung von gleichgeschlechtlichen Partnerschaften in mehreren europäischen Ländern, in Kanada und in Neuseeland geführt. So führten mehrere Länder die Möglichkeit einer eingetragenen Partnerschaft ein oder erlaubten gleichgeschlechtlichen Paaren die Ehe.
International wird sowohl die zunehmende Netzwerkbildung unter der Führung der International Lesbian and Gay Association (ILGA) als auch eine Radikalisierung von Teilen der schwul-lesbischen Gemeinschaft beobachtet. Letztere fand ihren Ausdruck in der Bildung von Queer Nation und wird mit dem Begriff Gay Nationalism beschrieben. Die schwul-lesbische Emanzipation äußert sich auch in kultureller Hinsicht, z. B. in Form von Filmfestivalen wie Verzaubert.